# NGC 5841
NGC 5841 (другие обозначения — NGC 5848, MCG 0-39-1, ZWG 21.1, PGC 53941) — галактика в созвездии Дева.
Этот объект занесён в новый общий каталог несколько раз, с обозначениями NGC 5841, NGC 5848.
Галактика входит в число перечисленных в оригинальной редакции «Нового общего каталога».